# Hans Sarpei
Hans Adu Sarpei (* 28. Juni 1976 in Tema, Ghana) ist ein ehemaliger ghanaisch-deutscher Fußballspieler. Der Defensivallrounder, der zunächst im defensiven Mittelfeld und später als Außenverteidiger eingesetzt wurde, wuchs hauptsächlich in Köln auf und schaffte beim SC Fortuna Köln den Sprung in die 2. Bundesliga. Für die Fortuna und den MSV Duisburg absolvierte Sarpei in drei Spielzeiten 64 Zweitligaspiele. Ab 2001 spielte er für den VfL Wolfsburg in der Bundesliga, in der er nach sechs Jahren bei den Wölfen noch bei Bayer 04 Leverkusen und dem FC Schalke 04 spielte und insgesamt auf 190 Einsätze kam. Sein größter sportlicher Erfolg war der Gewinn des DFB-Pokals 2011 mit dem FC Schalke 04.
Zwischen 2000 und 2010 spielte Sarpei 36-mal in der ghanaischen Nationalmannschaft, mit der er an den Afrika-Cups 2006, 2008 und 2010 sowie an der Weltmeisterschaft 2010 in Südafrika teilnahm.

## Leben
Sarpeis Eltern lebten in den frühen 1970er Jahren in Hamburg; nach eigenen Angaben stammt daher sein für einen Ghanaer untypischer Vorname Hans. Er wurde in Ghana geboren, lebt aber seit seinem dritten Lebensjahr in Deutschland. Er wuchs in Köln-Chorweiler auf und absolvierte bei Bayer eine Ausbildung zum Anlagenmechaniker.
Sein älterer Bruder Edward (* 1969) war ebenfalls Profifußballer, er spielte unter anderem beim 1. FC Köln. Seine Neffen Hans Nunoo Sarpei (* 1998) und Kingsley Sarpei (* 2002) spielen ebenfalls Fußball.
Am 8. Februar 2014 heiratete Sarpei die Schauspielerin Pia Isabel de Buhr (* 1979), die seinen Namen annahm. Das Paar hat zwei Töchter. Die Ehe ist seit 2023 geschieden.

## Karriere

### Als Spieler

#### Verein

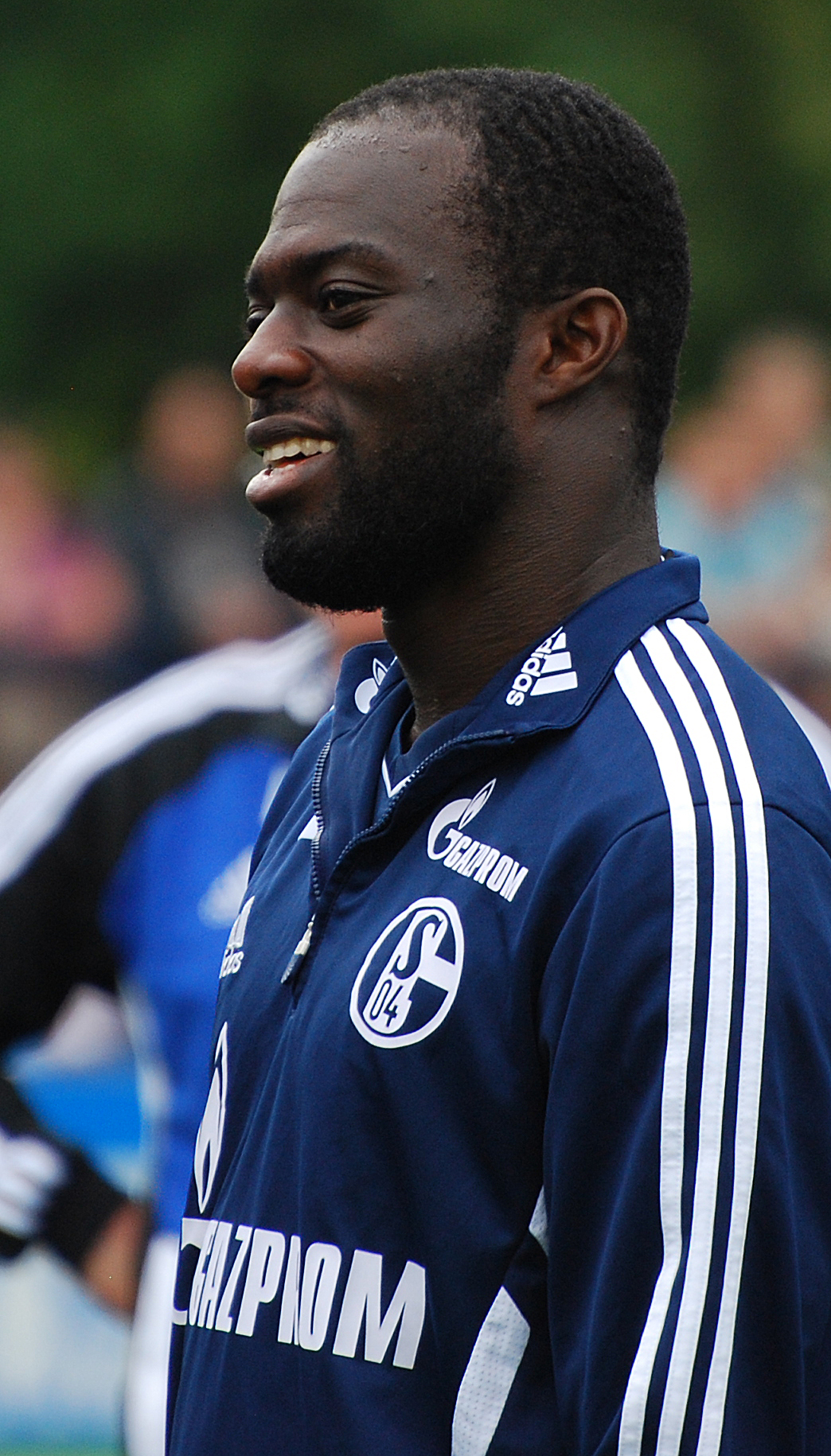
Hans Sarpei beim FC Schalke 04 (2011)

In seiner Jugend spielte Sarpei bei SV Fühlingen Chorweiler, CfB Ford Niehl, Viktoria Köln und später bei Winfriedia Mülheim, dem Siegburger SV 04 und dem VfL Rheinbach.
Als Amateur von Fortuna Köln gelang ihm 1998 der Sprung in den Profikader (2. Bundesliga). Im Jahr 2000 wechselte er zum MSV Duisburg, ab 2001 spielte er für den VfL Wolfsburg in der Bundesliga. Im Sommer 2007 wechselte Sarpei ablösefrei zu Bayer 04 Leverkusen und im Sommer 2010 zum FC Schalke 04, bei dem er einen Zweijahresvertrag unterschrieb. Nachdem Sarpei zu Beginn der Saison regelmäßig zu Einsätzen gekommen war, musste er sich öfter mit einem Platz auf der Bank oder Tribüne zufriedengeben. Er wurde wegen ungenügendem Trainingseinsatz von Trainer Felix Magath schließlich sogar suspendiert und musste mit der zweiten Mannschaft trainieren. Nach einem Trainerwechsel holte ihn Ralf Rangnick in die Profimannschaft zurück. Zwar absolvierte er lediglich neun Bundesligaspiele für Schalke, aber bei den entscheidenden Partien war er stets beteiligt. So stand er 2011 im Halbfinale des DFB-Pokals gegen den FC Bayern München und im Finale gegen den MSV Duisburg in der Anfangsformation. Auch trug er zu Schalkes gutem Abschneiden in der Champions League bei, in deren Verlauf er unter anderem im Achtelfinale gegen den FC Valencia und im Viertelfinale gegen den Titelverteidiger Inter Mailand eingesetzt wurde. Sarpei wurde zum Ende der Saison 2011/12 bei den Gelsenkirchenern verabschiedet und beendete seine Spielerkarriere.

#### Nationalmannschaft
Sarpei war ghanaischer Nationalspieler. Sein erstes Länderspiel absolvierte er am 8. Oktober 2000 beim 4:1-Sieg Ghanas über Simbabwe. Er nahm als Stammspieler auch an der Weltmeisterschaft 2010 in Südafrika teil.

### Als Trainer
Am 5. März 2015 erhielt Sarpei nach Abschluss der entsprechenden Ausbildung vom DFB die A-Lizenz. Ende März 2015 übernahm er für kurze Zeit im Rahmen seiner TV-Serie das Training der dritten Herrenmannschaft des TuS Haltern. Er ist als Trainer in einem DFB-Stützpunkt tätig, an dem er 14- bis 16-jährige Jugendliche trainiert.

## Erfolge
- DFB-Pokalsieger 2011
- DFL-Supercupsieger 2011

## Sonstiges

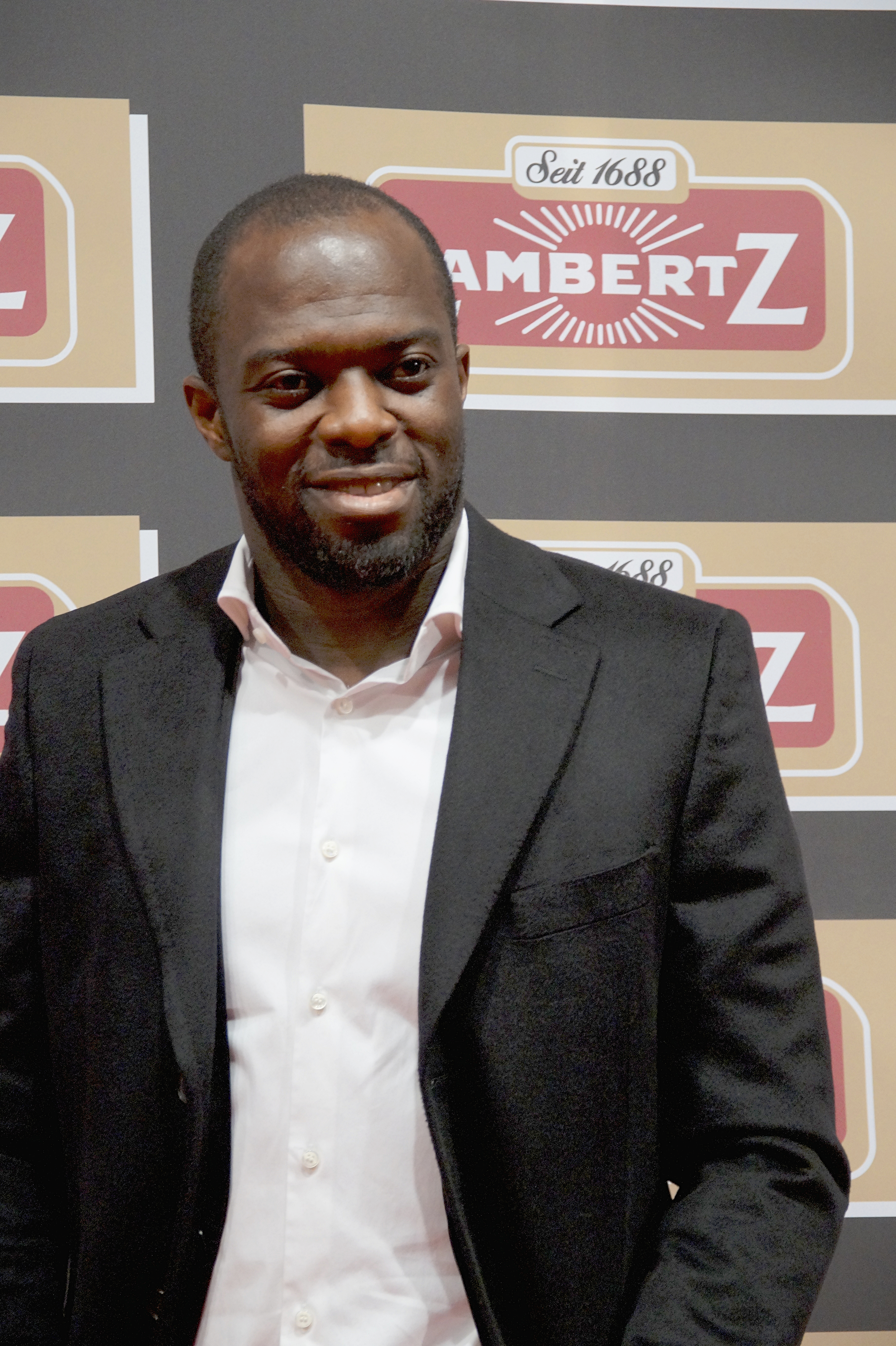
Hans Sarpei (2016)

Nach seinem Wechsel zu Schalke in der Saison 2010/11 entwickelte sich vor allem auf Facebook ein von den Chuck Norris Facts inspirierter ironischer Kult um seine Person. Aufgrund seiner Bekanntheit in sozialen Netzwerken und Medien ist er seit Ende August 2012 für Karstadt sports als Berater für deren Social-Media-Auftritte tätig, außerdem als Kolumnist für die Online-Plattform des Sportsenders Eurosport. Ab 2013 hatte Sarpei im Fernsehkanal Tele 5 eine eigene Sendung namens Hans Sarpei: Das T steht für Coach. Ab November 2014 lief sie bei Sport1. Er coachte darin für kurze Zeit jeweils eine Fußball-Amateurmannschaft.
Auf dem 2012 erschienenen Album Ek to the Roots von Eko Fresh wirkte Sarpei bei dem Titel Gefällt das mit. Von März bis Juni 2015 nahm er mit der Profitänzerin Kathrin Menzinger an der RTL-Fernsehshow Let’s Dance teil und gewann im Finale den Titel Dancing Star 2015.
Seit dem 24. Februar 2017 moderiert Hans Sarpei zusammen mit Luke Mockridge die Netflix-Spielshow Ultimate Beastmaster.
Am 16. Juni 2019 verkündete Hans Sarpei auf Facebook, dass es keine weitere Staffel „Hans Sarpei: Das T steht für Coach“ geben werde.
Im Herbst 2020 gehörte er zu den prominenten Kandidaten der Kochshow MasterChef Celebrity auf Sky One. Im Jahr 2023 war er bei Promi Touchdown – Die Football-Show Teilnehmer.
Im Januar 2024 übernahm er die Position des Sportdirektors bei Eintracht Spandau, einem Verein, der in der Baller League aktiv ist.